# Eupterycyba
Eupterycyba är ett släkte av insekter som beskrevs av Dlabola 1958. Eupterycyba ingår i familjen dvärgstritar.
Släktet innehåller bara arten Eupterycyba jucunda.

## Bildgalleri

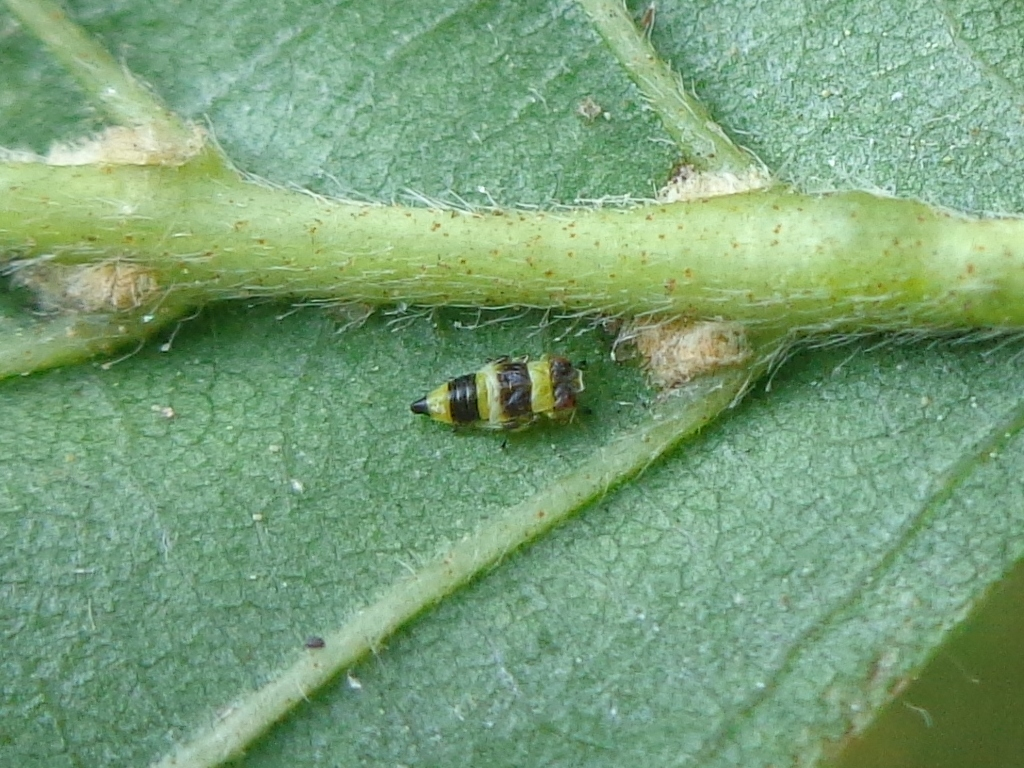
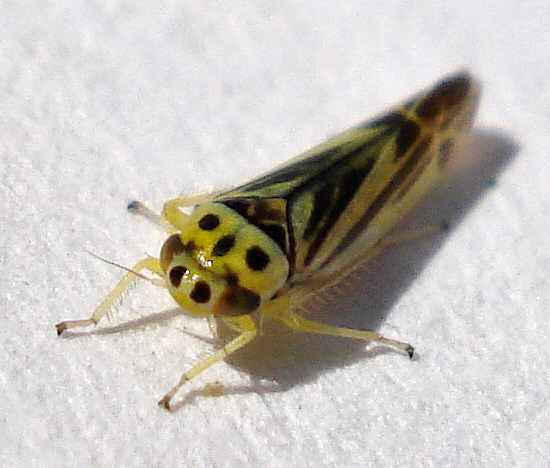
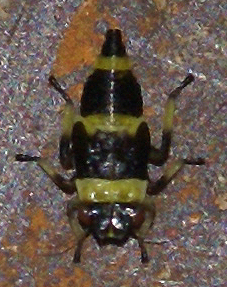
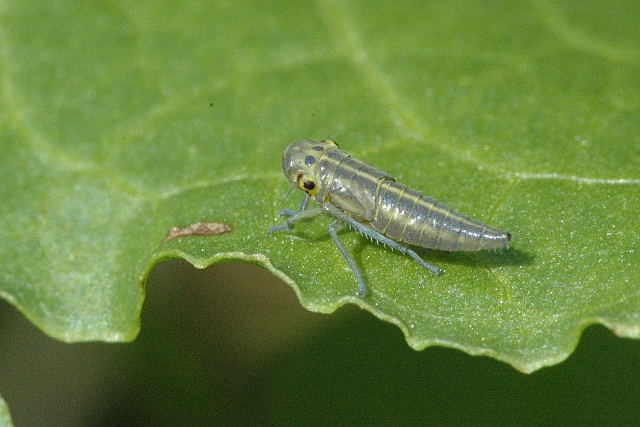